# 오광수 (권투 선수)
오광수는 1980년대 말 아마추어에서, 1990년 잠시 프로에서 활동한 권투 선수이다.

1985년 국제 복싱 협회의 1985년 복싱 월드컵에서 우승했다. 이 대회는 대한민국의 잠실 서울종합운동장에서 개최되었다. 1986년 세계 아마추어 복싱 챔피언십에서 동메달을 땄다. 1988년 서울 올림픽에 출전했으나 초반에 탈락하였다.
1. ↑  https://www.joongang.co.kr/article/2023479